# Giulio Cabianca
Giulio Cesare Antonio Cabianca (Verona, 19 febbraio 1923 – Modena, 15 giugno 1961) è stato un pilota automobilistico italiano di Formula 1.

## Carriera

### Sport Prototipo
Giulio Cabianca iniziò la propria carriera automobilistica nella seconda metà degli anni quaranta, al termine della seconda guerra mondiale, dedicandosi alla guida di vetture sport prototipo. Pilota di punta della scuderia OSCA, nel 1951 ottenne la vittoria del titolo italiano nella categoria per vetture con cilindrata di 1100cc e riuscì a conquistare il Gran Premio d'Italia battendo Louis Chiron. L'anno seguente si impose nella classe 1500cc ed ottenne diversi successi.
Continuò a dedicarsi quindi alle competizioni a ruote coperte, giungendo settimo alla Targa Florio del 1955 (primo nella sua classe di veicoli), secondo al Circuito stradale del Mugello e primo al Giro di Calabria. Vinse anche la Coppa delle Dolomiti nel 1956 e il campionato italiano GT del 1958. Enzo Ferrari si decise quindi ad ingaggiarlo nella sua squadra corse ed ebbe l'occasione di dedicarsi a varie gare di durata alla guida di una Ferrari ufficiale.

### Formula 1
Proprio nel 1958 ebbe l'occasione di debuttare in Formula 1. Dopo aver fallito la qualificazione a Monaco, al Gran Premio d'Italia era quinto fino a quando fu costretto al ritiro. Prese poi parte a varie gare extra campionato, vincendo anche il Gran Premio di Napoli.
Dopo un ritiro a Monza nel 1959, l'anno seguente ottenne i suoi unici punti in carriera, concludendo al quarto posto l'appuntamento mondiale italiano.

### La morte
Il 15 giugno 1961 stava testando una Cooper-Ferrari sul Circuito di Modena, oggi Parco Enzo Ferrari, dove era presente anche suo figlio Cesare appena uscito dal collegio e per festeggiare la sua promozione a Modena con il padre Giulio. Sulla vettura saltò via una marcia e l'auto, col cambio in folle e fuori controllo, uscì dal tracciato a velocità fortissima, imboccando un cancello lasciato aperto; piombò sulla via Emilia, in quel momento congestionata dal traffico degli operai usciti dalle fabbriche.
La corsa della monoposto terminò contro un edificio della Carrozzeria Orlandi, dopo aver colpito 4 autovetture e falciato tre motociclisti, causando la morte di tre persone, oltre a vari feriti. Estratto dai rottami ancora in vita, Cabianca fu trasportato all'ospedale cittadino e immediatamente operato, ma cessò di vivere 3 ore dopo l'incidente. Oggi riposa nella tomba di famiglia presso il Cimitero monumentale di Verona.
Qualche mese dopo, gli fu assegnato il titolo del Campionato italiano Gran Turismo, nella categoria fino a 2500 cm³.